# Aijā
"Aijā" é uma canção da banda de indie rock letã Sudden Lights, lançada a 27 de janeiro de 2023. A canção representou a Letónia no Festival Eurovisão da Canção de 2023 após vencer o Supernova 2023, a seleção nacional da Letónia para o Festival Eurovisão da Canção.

## Contexto
Em entrevistas, a banda afirmou que “Aijā” foi criada com o objetivo de ser uma canção de embalar, no sentido de facilitar o sono das pessoas. Durante uma entrevista ao site de fãs da Eurovisão, That Eurovision Site, afirmaram que, devido às «coisas más» que estão a acontecer em todo o mundo, queriam criar uma canção que distraísse os ouvintes desses problemas. Noutra entrevista ao sítio de fãs da Eurovisão, Eurovision Fun, a banda afirmou que queria que os espectadores se sentissem como se estivessem num “concerto de rock em palco”.

## Festival Eurovisão da Canção
A Letónia foi colocada na primeira meia-final, com uma atuação prevista para a primeira parte.
“Aijā” ficou em 4.º lugar na primeira semi-final, a 9 de maio de 2023, mas não se qualificou para a grande final.